# 이웅희 (1931년)
이웅희(李雄熙, 1931년 1월 26일 ~ 2014년 6월 3일)는 대한민국의 언론인 출신 정치인이다. 경기도 용인군 출신으로 경향신문, 동아일보 기자를 거쳐 청와대 공보수석비서관, 문화방송 대표이사 사장, 한국야구위원회 총재, 제13·14·15대 국회의원 등을 역임했다. 본관은 연안으로 이석배 주러대사의 선친이다.

## 학력
- 중앙고등학교
- 서울대학교 공과대학 학사
- 노스웨스턴 대학교 신문학 수료

## 경력
- 1953년 : 자유신문 기자
- 1957년 : 경향신문 정치부 기자[1]
- 1959년 : 동아일보 정치부 기자[1]
- 1965년 : 동아일보 정치부장[1]
- 1972년 : 동아일보 논설위원[1]
- 1972년 : 동아일보 주미특파원[1]
- 1978년 : 동아일보 편집국장[1]
- 1980년 : 청와대 공보수석비서관[1]
- 1982년 ~ 1986년 : 문화방송 대표이사 사장
- 1986년 ~ 1988년 : 제26대 문화공보부 장관
- 1988년 ~ 1992년 : 제3·4대 한국야구위원회 총재
- 1988년 5월 ~ 1992년 5월 : 제13대 국회의원(경기 용인군 / 민주정의당)
- 1992년 5월 ~ 1996년 5월 : 제14대 국회의원(경기 용인군 / 민주자유당)
- 1996년 5월 ~ 2000년 5월 : 제15대 국회의원(경기 용인시 / 신한국당)

## 상훈
- 1985년 : 은탑산업훈장
- 1992년 : 청조근정훈장

## 역대 선거 결과
|  | 42.21% |

|  | 38.16% |

|  | 30.55% |

## 같이 보기
- 용인군 (1988년 선거구)
- 용인군의 국회의원
- 용인시 (선거구)
- 용인시의 국회의원
- 대한민국의 대통령비서실 수석비서관
- 대한민국의 문화체육관광부 장관